# Distretto di Zuozhen
Il distretto di Zuozhen (左鎮區S, Zuǒjhèn Cyu / Zuǒzhèn QūP) è un distretto della municipalità di Tainan, situata a Taiwan.